# The Iguanas
The Iguanas — группа гаражного рока, образованная в 1963 году в Энн-Арборе, в штате Мичиган. Группа стала первой волной успеха для Джеймса Остерберга, более известного как «Игги Поп». Своё прозвище Остерберг получил благодаря работе в группе.

## С чего всё начиналось
Начинала свою игру группа с танцах в школе, в братствах домов и разных клубов Энн-Арбора. В 1965 году они участвовали на разогреве таких групп как The Four Tops, The Shangri-Las и The Kingsmen в клубе Ponytail в Харбор-Спрингс. Остерберг вскоре покинул группу и на его смену пришёл барабанщик Том Ролстон.
Позже Остерберг рассказывал:
Я стал Игги, потому что у меня был босс-садист в музыкальной лавке. Я играл в группе „The Iguanas“. Желая унизить меня или напугать, он говорил: Игги, принеси-ка мне кофе без кофеина. Это выводило меня из себя, ведь тогда крутых ребят называли Таб или Рок. У меня появилась кличка, которую знал весь город, и это было мучение. Как-то мы играли на разогреве у „Blood, Sweat & Tears“. За вечер мы заработали, кажется, пятьдесят баксов на всю группу. Зато у нас появилось много новых поклонников, и Michigan Daily напечатала о нас большую статью, в которой автор называл меня Игги. Я такой: «Б*я! О нас пишут в прессе, но зовут меня Игги». Но что я мог сделать? Я знал цену пиару. Так что я приделал маленькое «Поп» на конце. Мне потребовалось тридцать лет, чтобы превратить это имя в то, чего мне хотелось».

## Распад и возвращение на сцену
Когда надежды с Columbia Records не оправдались, группа распалась в 1967 году, однако в 1996 году поступила новость о возрождении группы.

## Первый состав
Джим Маклафлин — гитара

Сэм Суишер — саксофон

Джеймс Остерберг (Iggy Pop) — ударные
Вскоре к группе добавились:

Ник Колокитэс — гитара, вокал

Дон Свикерат — бас-гитара, вокал